# XVIIIe concile de Tolède

Le dix-huitième concile de Tolède s'est tenu à Tolède, dans le royaume Wisigothique, actuelle Espagne, vers 702. Ce fut le dernier concile avant l'invasion des Maures en 711.

## Déroulement
Le concile s'est probablement tenu entre la fin du XVIIe concile et l'invasion des Maures, et plus précisément en 702 ou 703 sous le règne du roi Wittiza (701-710). Le concile fut présidé par Gondéric, l'archevêque de Tolède.

## Canons
Un compte-rendu des actes du concile existait au Moyen Âge, mais ce compte-rendu fut perdu et n'existe plus. Les actes traités sont également perdus, mais il est supposé que Wittiza cherchait à résoudre, lors de ce concile, les problèmes qu'il avait avec l'Église. Il est possible que ces actes furent supprimés en raison de leur caractère tendancieux : des sources ultérieures accusent Wittiza de forcer les prêtres à se marier.